# Stevens (Familienname)
Stevens ist als Variante von Stephens ein englischer Familienname.

## Namensträger

### A
- Aaron Stevens (* 1982), US-amerikanischer Wrestler
- Aaron Fletcher Stevens (1819–1887), US-amerikanischer Politiker und Offizier
- Agapit Stevens (1848–1924), belgischer Maler
- Albert Stevens (1886–1966), amerikanischer Anstreicher und radioaktivster Mensch aller Zeiten
- Alexander Stevens (* 1981), deutsch-britischer Rechtsanwalt, Podcaster, Autor und Schauspieler
- Alexander Stevens (Polarforscher) (1886–1965), britischer Polarforscher, Biologe und Geologe
- Alfred Stevens (1823–1906), belgischer Maler
- Alfred Stevens (Bildhauer) (1818–1875), britischer Bildhauer
- Alisha Stevens (* 2003), australische Volleyball- und Beachvolleyballspielerin
- Alzina Stevens (1849–1900), US-amerikanische Arbeiterführerin, Sozialreformerin und Redakteurin
- Amanda Stevens (* 1977), US-amerikanische Triathletin
- Amber Stevens West (* 1986), US-amerikanische Schauspielerin
- Andreas Stevens (* 1958), deutscher Gitarrist und Gitarrenforscher
- Andrew Stevens (* 1955), US-amerikanischer Schauspieler und Regisseur
- April Stevens (1929–2023), US-amerikanische Sängerin
- Art Stevens (1915–2007), US-amerikanischer Regisseur, Trickfilmzeichner und Drehbuchautor
- Austin Stevens (* 1950), südafrikanischer Dokumentarfilmer, Fotograf und Autor

### B
- Barry Stevens (Psychotherapeutin)  (1902–1985), US-amerikanische Psychotherapeutin
- Barry Stevens (Cricketspieler) (* 1929), australischer Cricketspieler
- Barry Stevens (Entwicklungsingenieur) (* 1949), US-amerikanischer Entwicklungsingenieur und Unternehmer
- Barry Stevens (Filmemacher) (* 1952), kanadischer Filmemacher
- Barry Stevens (Basketballspieler) (1963–2007), US-amerikanischer Basketballspieler und -trainer
- Bart Stevens (* 1998), niederländischer Tennisspieler
- Becca Stevens (* 1984), US-amerikanische Musikerin
- Bernard Stevens (1916–1983), englischer Komponist
- Bernd Stevens (* 1920),  US-amerikanischer Nachrichtenoffizier und deutscher Skiläufer
- Bert Stevens (Schauspieler) (* 1951), deutscher Bühnen- und Fernsehschauspieler
- Bert Stevens (Pokerspieler), belgischer Pokerspieler
- Berton L. Stevens (* 1951), US-amerikanischer Amateurastronom
- Bjorn Stevens (* 1966), amerikanisch-deutscher Meteorologe
- Bockari Kortu Stevens (* 1950), sierra-leonischer Diplomat
- Brad Stevens (* 1976), US-amerikanischer Basketballtrainer
- Bradford N. Stevens (1813–1885), US-amerikanischer Politiker
- Brendon Stevens (* 1988), südafrikanischer Eishockeyspieler
- Brinke Stevens (* 1954), US-amerikanische Schauspielerin, Model und Autorin
- Britney Stevens (* 1985), US-amerikanische Pornodarstellerin
- Brody Stevens (1970–2019), amerikanischer Stand-up-Comedian und Schauspieler
- Brooks Stevens (1911–1995), US-amerikanischer Industriedesigner

### C
- C. C. Stevens (1907–1974), britischer Tontechniker
- Calvin L. Stevens (1923–2014), US-amerikanischer Chemiker
- Cat Stevens (Yusuf Islam; * 1948), britischer Sänger und Songwriter
- Charles Stevens (Ringer) (1884–1942), US-amerikanischer Ringer
- Charles Stevens (Schauspieler) (1893–1964), US-amerikanischer Schauspieler
- Charles A. Stevens (1816–1892), US-amerikanischer Politiker
- Charles F. Stevens (1934–2022), US-amerikanischer Neurobiologe
- Chevy Stevens (* 1973), kanadische Autorin
- Christie Stevens (* 1986), US-amerikanische Pornodarstellerin und Schauspielerin
- Christopher Stevens (Musiker), US-amerikanischer Musikproduzent und Komponist
- Christopher Stevens (Ruderer) (* 1946), australischer Ruderer
- Clive Stevens (1948–2019), englischer Jazzmusiker
- Conan Stevens (* 1969), australischer Schauspieler und Wrestler
- Connie Stevens (* 1938), US-amerikanische Schauspielerin und Sängerin
- Constance Vera Stevens (1916–2006), englische Schauspielerin, siehe Sally Gray
- Corneille Stevens (1747–1828), belgischer Priester
- Courtenay Edward Stevens (1905–1976), britischer Althistoriker
- Craig Stevens (Schauspieler) (1918–2000), US-amerikanischer Schauspieler
- Craig Stevens (Moderator) (* 1977), britischer Fernseh- und Hörfunkmoderator
- Craig Stevens (Schwimmer) (* 1980), australischer Schwimmer
- Craig Stevens (Footballspieler) (* 1984), US-amerikanischer American-Football-Spieler
- Curtis Stevens (Bobfahrer) (1898–1979), US-amerikanischer Bobfahrer
- Curtis Stevens (Boxer) (* 1985), US-amerikanischer Boxer

### D
- Damian Stevens (* 1995), namibischer Rugby-Union-Spieler
- Dan Stevens (* 1982), britischer Schauspieler
- Dana Stevens (* 1963), US-amerikanische Drehbuchautorin und Schauspielerin
- Dani Stevens (* 1988), australische Diskuswerferin und Kugelstoßerin
- Dave Stevens (1955–2008), US-amerikanischer Comiczeichner, Drehbuchautor und Filmproduzent
- David Stevens, Baron Stevens of Ludgate (* 1936), britischer Politiker und Peer
- David Stevens (Drehbuchautor) (1940–2018), australischer Drehbuchautor und Filmregisseur
- David Stevens (Baseballspieler) (* 1970), US-amerikanischer Baseballspieler
- David H. Stevens (* 1971), US-amerikanischer Schauspieler
- Deajah Stevens (* 1995), US-amerikanische Leichtathletin
- Dennis Stevens (1933–2012), englischer Fußballspieler
- Dodie Stevens (* 1946), US-amerikanische Sängerin
- Donald Stevens (* 1963), kanadischer Skirennläufer
- Dorinda Stevens (1932–2012), britische Schauspielerin
- Doris Stevens (1888–1963), US-amerikanische Schriftstellerin und Frauenrechtlerin

### E
- Ed Stevens (1925–2012), US-amerikanischer Baseballspieler
- Edmund Stevens (1910–1992), US-amerikanischer Journalist
- Edward Stevens (Diplomat) (1754–1834), US-amerikanischer Arzt und Diplomat
- Edward Stevens (Ruderer) (1932–2013), US-amerikanischer Ruderer
- Edwin Augustus Stevens (1795–1868), US-amerikanischer Ingenieur, Erfinder und Unternehmer
- Enda Stevens (* 1990), irischer Fußballspieler
- Eric Sheffer Stevens (* 1972), US-amerikanischer Schauspieler
- Errol Anthony Stevens (* 1986), jamaikanischer Fußballspieler
- Evelyn Stevens (* 1983), US-amerikanische Radrennfahrerin
- Evelyn Stevens (Sängerin) († 2011), US-amerikanische Countrysängerin
- Evelyn Paniagua Stevens (1919–1996), US-amerikanische Lateinamerikanistin

### F
- Félix Stevens (* 1964), kubanischer Leichtathlet
- Fin Stevens (* 2003), walisischer Fußballspieler
- Fisher Stevens (* 1963), US-amerikanischer Schauspieler
- Frans Stevens (* 1933), niederländischer Radrennfahrer
- Freddi Stevens-Jacobi, US-amerikanische Fotografin, Filmproduzentin und Dokumentarfilmerin
- Frederick Stevens (1861–1923), US-amerikanischer Politiker
- Frederick William Stevens (1847–1900), britischer Architekt und Bauingenieur

### G
- Gary Stevens (Sportler) (* 1942), kanadischer Lacrosse- und Fußballspieler
- Gary Stevens (Fußballspieler, 1962) (* 1962), englischer Fußballspieler (Tottenham Hotspur) und -trainer
- Gary Stevens (Fußballspieler, 1963) (* 1963), englischer Fußballspieler (Glasgow Rangers)
- Gary L. Stevens (* 1941), US-amerikanischer Politiker
- George Stevens (1904–1975), US-amerikanischer Filmregisseur
- Gavin Stevens (* 1960), neuseeländischer Radrennfahrer
- George Stevens junior (* 1932), US-amerikanischer Drehbuchautor, Regisseur und Filmproduzent
- Gerd-Heinz Stevens (* 1957), deutscher Musikwissenschaftler und Komponist
- Gerry Stevens (* 1941), britischer Hindernisläufer
- Glenn Stevens (* 1953), US-amerikanischer Mathematiker
- Grant Stevens (* 1953), australischer Sänger und Komponist
- Greer Stevens (* 1957), südafrikanische Tennisspielerin
- Gruschenka Stevens, deutsche Schauspielerin

### H
- Haley Stevens (* 1983), US-amerikanische Politikerin
- Halsey Stevens (1908–1989), US-amerikanischer Komponist und Musikwissenschaftler
- Heinrich Stevens (1881–1940), deutscher Radsportjournalist und -funktionär
- Helga Stevens (* 1968), belgische Politikerin
- Herbert Stevens (* 1987), US-amerikanischer Rapper, siehe Ab-Soul
- Hestor L. Stevens (1803–1864), US-amerikanischer Politiker
- Hiram Sanford Stevens (1832–1893), US-amerikanischer Politiker
- Hollie Stevens (1982–2012), US-amerikanische Pornodarstellerin
- Hope Stevens (1905–1982), karibisch-amerikanischer Rechtsanwalt und Politiker
- Hoyt Stevens (* 1932), US-amerikanischer Rockabilly-Musiker
- Hubert Stevens (1890–1950), US-amerikanischer Bobfahrer
- Huub Stevens (* 1953), niederländischer Fußballtrainer

### I
- Inger Stevens (1934–1970), schwedische Schauspielerin
- Isaac Ingalls Stevens (1818–1862), US-amerikanischer Politiker

### J
- J. Christopher Stevens (1960–2012), US-amerikanischer Diplomat
- Jada Stevens (* 1988), US-amerikanische Pornodarstellerin
- James Stevens (Politiker, 1768) (1768–1835), US-amerikanischer Politiker (Connecticut)
- James Stevens (Politiker, 1836) (1836–1912), US-amerikanischer Politiker (New York)
- James Stevens (Komponist, 1892) (1892–1971), US-amerikanischer Komponist und Autor
- James Stevens (Komponist, 1923) (1923–2012), britischer Komponist
- James Stevens (Fußballspieler, 1984) (* 1984), deutsch-US-amerikanischer Fußballspieler
- James Stevens (Fußballspieler, 1992) (* 1992), nordirischer Fußballspieler
- James C. Stevens (James Carl Stevens; * 1953), US-amerikanischer Chemiker
- James M. Stevens (1873–1937), US-amerikanischer Politiker
- Jannik Stevens (* 1992), deutscher Fußballspieler
- Javorn Stevens (* 1998), antiguanischer Fußballspieler
- Jay Stevens (1953–2025), amerikanischer Dichter und Journalist
- Jimmy Stevens (Politiker) (1916 oder 1920er Jahre–1994), vanuatuischer Politiker
- Jimmy Stevens (Musiker) (1942–2021), englischer Musiker
- Jimmy Stevens (Rugbyspieler) (* 1991), englischer Rugby-Union-Spieler
- Jo Stevens (* 1966), britische Politikerin (Welsh Labour Party)
- Jocelyn Stevens († 2014), britischer Herausgeber
- Johann Jakob Stevens von Steinfels (1651–1730), böhmischer Maler
- John D. Stevens (* 1947), britisch-australischer Haiforscher
- John Stevens (Übersetzer) (1662–1726), britischer Übersetzer
- John Stevens (Politiker, 1716) (1716–1792), US-amerikanischer Politiker
- John Stevens (Ingenieur) (1749–1838), US-amerikanischer Erfinder und Ingenieur
- John Stevens (Historiker) (1921–2002), britischer Musik- and Literaturhistoriker
- John Stevens (Musiker) (1940–1994), britischer Jazzschlagzeuger
- John Stevens, Baron Stevens of Kirkwhelpington (* 1942), britischer Polizeibeamter und Politiker
- John Stevens (Politiker, 1955) (* 1955), britischer Politiker
- John Stevens (Eishockeyspieler) (* 1966), kanadischer Eishockeyspieler und -trainer
- John Cox Stevens (1785–1857), US-amerikanischer Geschäftsmann und Segler
- John Frank Stevens (1853–1943), US-amerikanischer Ingenieur, Erbauer des Panamakanals
- John H. Stevens (1820–1900), US-amerikanischer Farmer und Politiker, Gründer von Minneapolis
- John Paul Stevens (1920–2019), US-amerikanischer Jurist
- Jongopie Siaka Stevens (* 1950), sierra-leonischer Diplomat
- Joseph Stevens (1819–1892), belgischer Maler
- Julie Stevens (Schauspielerin, 1916) (1916–1984), US-amerikanische Schauspielerin
- Julie Stevens (Schauspielerin, 1936) (1936–2024), britische Schauspielerin
- Julien Stevens (* 1943), belgischer Radrennfahrer

### K
- Karin Stevens (* 1989), niederländische Fußballspielerin
- Katie Stevens (* 1992), US-amerikanische Schauspielerin und Sängerin
- Kaye Stevens (1932–2011), US-amerikanische Sängerin und Schauspielerin
- Kevin Stevens (* 1965), US-amerikanischer Eishockeyspieler
- Kirk Stevens (* 1958), kanadischer Snookerspieler

### L
- Lamont A. Stevens (1849–1920), US-amerikanischer Politiker
- Lawrence Stevens (1913–1989), südafrikanischer Boxer
- Lea Stevens, australische Politikerin (Labor Party), Mitglied des South Australian House of Assembly, Ministerin
- Leith Stevens (1909–1970), US-amerikanischer Dirigent, Liedtexter und Komponist
- Lexie Stevens (* 1999), niederländische Tennisspielerin
- Louis Stevens (1925–2009), US-amerikanischer Ingenieur

### M
- Mario Stevens (* 1982), deutscher Springreiter
- Mark Stevens (Schauspieler) (1916–1994), US-amerikanischer Schauspieler
- Mark Stevens (Filmeditor), US-amerikanischer Filmeditor
- Mark Stevens (Autor), US-amerikanischer Kunstkritiker und Autor
- Mark Stevens (Schwimmer) (* 1975), britischer Schwimmer
- Martin Stevens (1929–2015), deutscher Politiker (SPD)
- Matt Stevens (* 1982), englischer Rugby-Union-Spieler
- Matthew Stevens (* 1977), walisischer Snookerspieler
- Matthew Stevens (Gitarrist) (* 1982), US-amerikanischer Jazzgitarrist
- Michael Stevens (* 1986), US-amerikanischer YouTuber
- Michael Jefry Stevens (* 1951), US-amerikanischer Jazzmusiker
- Mike Stevens (Musiker) (* 1957), britischer Musiker, Produzent und Songwriter
- Mike Stevens (* 1965), kanadischer Eishockeyspieler
- Molly Stevens, britische Biowissenschaftlerin und Hochschullehrerin
- Mona Stevens (* 1992), deutsche Footballspielerin
- Monica Stevens (* 1967), antiguanische Leichtathletin
- Morgan Stevens (1951–2022), US-amerikanischer Schauspieler
- Morton Stevens (1929–1991), US-amerikanischer Komponist
- Moses T. Stevens (1825–1907), US-amerikanischer Politiker

### N
- Naomi Stevens  (1925–2018), US-amerikanische Schauspielerin
- Nathan Stevens, US-amerikanischer Schauspieler
- Nettie Stevens (1861–1912), US-amerikanische Genetikerin
- Nica Stevens (* 1976), deutsche Autorin

### O
- Onslow Stevens (1902–1977), US-amerikanischer Schauspieler
- Oren Stevens († 2012), US-amerikanischer Schauspieler

### P
- Pardon Stevens (1815–1875), US-amerikanischer Politiker
- Patrick Stevens (* 1968), belgischer Leichtathlet
- Paul Stevens (Bobfahrer) (1889–1949), US-amerikanischer Bobfahrer
- Paul Stevens (Fußballspieler) (* 1960), englischer Fußballspieler
- Paul Stevens (Schauspieler) (1921–1986), amerikanischer Schauspieler
- Peter F. Stevens (* 1944), britischer Botaniker
- Phil Stevens (1893–1968), kanadischer Eishockeyspieler
- Philippe Albert Joseph Stevens (1937–2021), belgisch-kamerunischer Geistlicher, Bischof von Maroua-Mokolo

### R
- Rachel Stevens (* 1978), englische Musikerin
- Ray Stevens (Wrestler) (1935–1996), US-amerikanischer Wrestler
- Ray Stevens (Musiker) (* 1939), US-amerikanischer Sänger
- Ray Stevens (Politiker) (* 1953), australischer Politiker
- Raymond Stevens (Judoka) (* 1963), britischer Judoka
- Raymond Bartlett Stevens (1874–1942), US-amerikanischer Politiker
- Raymond C. Stevens (* 1963), US-amerikanischer Chemiker und Biologe
- Raymond P. Stevens (* 1951), englischer Badmintonspieler
- Richard Stevens (1951–1999), US-amerikanischer Autor
- Richard Henry Stevens (1893–1967), britischer Major
- Rick Stevens (1940–2017), US-amerikanischer Sänger und verurteilter Mörder
- Risë Stevens (1913–2013), US-amerikanische Sängerin (Mezzosopran, Alt)
- Robert Stevens (Regisseur) (1920–1989), US-amerikanischer Filmregisseur
- Robert Bocking Stevens (1933–2021), britisch-amerikanischer Rechtswissenschaftler und Hochschulleiter
- Robert C. Stevens (um 1895–nach 1946), US-amerikanischer Ingenieur
- Robert L. Stevens (1787–1856), US-amerikanischer Ingenieur und Konstrukteur
- Robert Mallet-Stevens (1886–1945), französischer Architekt
- Robert S. Stevens (1824–1893), US-amerikanischer Politiker
- Robert T. Stevens (1899–1983), US-amerikanischer Unternehmer und Politiker
- Robert Stevens (Seeoffizier) (* 1948), britischer Marineoffizier und Wirtschaftsmanager
- Robin Stevens (Schriftstellerin) (* 1988), britisch-US-amerikanische Schriftstellerin
- Rochelle Stevens (* 1966), US-amerikanische Leichtathletin
- Roger Bentham Stevens (1906–1980), britischer Diplomat
- Roger L. Stevens (1910–1998), US-amerikanischer Theaterproduzent
- Ronnie Stevens (1925–2006), britischer Schauspieler

### S
- Sammy Stevens (1890–1948), englischer Fußballspieler
- Samuel Stevens (1778–1860), US-amerikanischer Politiker
- Scott Stevens (* 1964), kanadischer Eishockeyspieler
- Shadoe Stevens (* 1947), US-amerikanischer Moderator und Schauspieler
- Shakin’ Stevens (* 1948), walisischer Sänger
- Siaka Stevens (1905–1988), sierra-leonischer Politiker, Präsident 1971 bis 1985
- Sinclair Stevens (1927–2016), kanadischer Politiker
- Sonny Stevens (* 1992), niederländischer Fußballtorhüter
- Stack Stevens (1940–2017), englischer Rugby-Union-Spieler
- Stanley Stevens (Politiker) (1913–1986), australischer Politiker
- Stanley Smith Stevens (1906–1973), US-amerikanischer Psychologe
- Stella Stevens (1938–2023), US-amerikanische Schauspielerin
- Steve Stevens (eigentlich Steven Bruce Schneider; * 1959), US-amerikanischer Musiker
- Sufjan Stevens (* 1975), US-amerikanischer Singer-Songwriter

### T
- T. M. Stevens (1951–2024), US-amerikanischer Bassist
- Tabitha Stevens (* 1970), US-amerikanische Pornodarstellerin
- Taylor Stevens (* 1972), US-amerikanische Autorin
- Ted Stevens (1923–2010), US-amerikanischer Politiker
- Thaddeus Stevens (1792–1868), US-amerikanischer Jurist und Politiker
- Thomas Stevens (1854–1935), britischer Autor und Abenteurer
- Thomas Stevens Stevens (1900–2000), schottischer Chemiker
- Tim Stevens (Bischof) (Timothy John Stevens; * 1946), britischer Priester, Bischof von Leicester
- Tim Stevens (Musiker) (Timothy Stevens; * 1971), australischer Jazzmusiker
- Tim Stevens (Fußballspieler) (* 1972), neuseeländischer Fußballspieler
- Tim Stevens (Journalist), US-amerikanischer Journalist
- Timothy Stevens (* 1989), belgischer Radrennfahrer
- Travis Stevens (* 1986), US-amerikanischer Judoka

### U
- Ulrich Stevens (1948–2022), deutscher Kunsthistoriker und Denkmalpfleger

### V
- Victoria Stevens (* 1990), kanadische Skirennläuferin

### W
- Wallace Stevens (1879–1955), US-amerikanischer Lyriker und Essayist
- Warren Stevens (1919–2012), US-amerikanischer Schauspieler
- Wass Stevens (* 1970), US-amerikanischer Schauspieler und Synchronsprecher
- Wendelle C. Stevens (1923–2010), US-amerikanischer Autor
- Wesley M. Stevens (* 1929), Historiker und Hochschullehrer
- Whitney Stevens (* 1987), US-amerikanische Pornodarstellerin
- Wilfried Stevens (* 1960), deutscher Autor
- Will Stevens (* 1991), britischer Autorennfahrer
- William Stevens (Biograf) (1732–1807), britischer Geschäftsmann und Biograf
- William Stevens (Mediziner) (1786–1868), schottischer Mediziner
- William Stevens (Pianist) (1921–1997), kanadischer Pianist und Musikpädagoge
- William Stevens (Skirennläufer), kanadischer Skirennläufer

### Y
- Yvette Marie Stevens (* 1953), US-amerikanische Soul- bzw. Pop-Sängerin mit dem Künstlernamen Chaka Khan

### Z
- Zachary Stevens (* 1966), US-amerikanischer Rocksänger